# Peryklaz
Peryklaz – minerał z gromady tlenków.
Należy do grupy minerałów bardzo  rzadkich.  
Nazwa pochodzi  z języka greckiego i znaczy „odłupywać”, „odłamywać”; stanowi aluzję do charakterystycznej łupliwości minerału. 

## Właściwości
- Wzór chemiczny – MgO – tlenek magnezu.
- Układ krystalograficzny – regularny
- Przełam – nierówny lub muszlowy
- Barwa –  bezbarwny, szarawy, biały
- Twardość  – 5,5-6
- Rysa – biała
- Połysk – diamentowy
- Łupliwość – doskonała, kostkowa

Zazwyczaj tworzy kryształy izometryczne o postaci ośmiościanów lub sześcianów – wrosłe lub narosłe, drobne i rzadkie. Tworzy zbliźniaczenia. Występuje w skupieniach ziarnistych, zbitych. W postaci kryształów - z trudem rozpuszcza się w kwasach; po sproszkowaniu – łatwo. Jest kruchy i nietopliwy. Czasami zawiera domieszki: żelaza, manganu, cynku. Ma właściwości luminescencyjne – słabe, żółtawe świecenie w bliskim UV. 

## Występowanie
Produkt wysokotemperaturowego metamorfizmu kontaktowego dolomitów, spotykany jest też w lawach bazaltowych.  Występuje w marmurach wapiennych i dolomitowych, w bombach wulkanicznych. 
Najczęściej współwystępuje z takimi minerałami jak: brucyt, magnezyt, oliwin. 
Miejsca występowania: Czechy – Morawy, Hiszpania, Szwecja - Nordmark (w złożach rud manganu), Langban,  USA – Kalifornia (Crestmore), Nowy Meksyk, Włochy – Sardynia, Sycylia, okolice Etny i Wezuwiusza (najcenniejsze okazy gemmologiczne).  
W Polsce znaleziony został w kopalni magnezytu w okolicach Sobótki na Dolnym Śląsku i w okolicach Zgorzelca.

## Zastosowanie
- przezroczyste kryształy mają niekiedy zastosowanie w jubilerstwie (nadaje się im szlif fasetkowy  lub kaboszonowy).

Syntetyczne okazy sprzedawane są pod nazwą lavernit.  
- cenny i poszukiwany kamień kolekcjonerski.
- składnik magnezytowych materiałów ogniotrwałych, które uzyskuje się przez wypalenie i spieczenie magnezytu.